# Líšnice (ort i Tjeckien, Mellersta Böhmen)
Líšnice är en ort i Tjeckien.   Den ligger i regionen Mellersta Böhmen, i den centrala delen av landet, 23 km söder om huvudstaden Prag. Líšnice ligger 358 meter över havet och antalet invånare är 372.
Terrängen runt Líšnice är kuperad åt nordost, men åt sydväst är den platt. Runt Líšnice är det ganska tätbefolkat, med 52 invånare per kvadratkilometer. Närmaste större samhälle är Modřany, 15,1 km norr om Líšnice. Trakten runt Líšnice består till största delen av jordbruksmark.